# Dr Augenblicks magiska skåpbuss
Dr Augenblicks magiska skåpbuss var en vandringsutställning som producerades av den statliga myndigheten Riksutställningar i samarbete med sammanslutningen Folkparkerna. Det skedde i samband med att folkparksrörelsen i Sverige 1991 firade 100 år. Dr Augenblicks magiska skåpbuss bygger på boken "Magiska linser och hemliga skåp" av Pelle Eckerman, producent på Riksutställningar, och som födde idén till en populärvetenskaplig utställning som handlade om människans syn, sätt att se och hjälpmedel för att se det osedda i tillvaron. Utställningen vände sig i första hand till skolungdomar och barnfamiljer.

## Bakgrund
Dr Augenblicks magiska skåpbuss var en del av Riksutställningars motoriserade och uppsökande verksamhet, som hade startat 1972 med vandringsutställningen Gamla ting berättar. Riksutställningar skaffade då en lastbil med trailer som fungerade som transport och visningslokal för utställningen. Folkparksrörelsen i Sverige valde att vända sig till Riksutställningar för att få hjälp att i samråd producera och distribuera utställningen i samband med sitt 100-årsfirande. Folkparkerna hade huvudansvaret för utställningens innehåll och utformning.

## Tema
Utställningen kretsade kring ett tema som handlade om optik och seende – seende och syn konkret, men också i ett vidare perspektiv.

Så här framställdes Dr Augenblicks magiska skåpbuss i en presentation av Folkparkernas produktioner för barn, ungdom och familj sommaren 1991:
Dr Augenblicks magiska skåpbuss – är ett rullande laboratorium med en fantasifull presentation av olika optiska fenomen, utarbetat både för skolungdom på mellan- och högstadiet och för barnfamiljer. Förvänd synen! – eller se världen genom en vattendroppe. Låt avbilda dig som Newton. Förirra dig i optikrundans irrgångar. Låt lura dig av obegripliga synvillor. Se som en husmus eller en snok. Undersök mikrokosmos med mikroskopet. Undersök universum med stjärnkikare. Se en loppa – med loppglas. Bygg ett eget periskop. Mångdubbla dig i ett oktoskop. Gör rörliga teckningar. Experimentera mera. Prova och försök. Lek och roa dig och pröva ditt seende och olika hjälpmedel som vattenkikare, periskop, kikare, teleskop, mikroskop och spektroskop som människan tagit till sin hjälp./.../

## Produktion
Särarten hos Doktor Augenblicks magiska skåpbuss beskrevs på flera vis. En variant var ”den enda rullande science-utställningen i världen”. En annan beskrivning var ”Världens nu enda rullande utställning med: – spektakulära optiska fenomen, – fantasieggande experiment, – helt obegripliga synvillor, – häpnadsväckande synupplevelser”.
Utställningen fraktades i en buss med utsidor som hade målats av författaren och illustratören Sven Nordqvist, förmodligen mest känd för barnböckerna om Pettson och Findus men framförallt illustratör till boken Magiska linser och hemliga skåp. På insidan bussen fanns Doktor Augenblicks laboratorium. Här fanns bland annat modeller av planeter, solsystemet och ögats uppbyggnad. Ett teleskop stack upp från bussens tak som besökarna kunde använda för att titta på stjärnor med. Bland det övriga innehållet fanns ett mikroskop för att studera fenomen i naturen på nära håll. På en monitor visades hur så kallade fläskängrar (skalbaggar) åt på en torkad kanin placerad i ett akvarium. Utställningsbussen hade en visningskapacitet på 400 besökare per dag, om besökarna anlände i en jämn takt, eller att visningarna var planerade med uppgjorda starttider.
Vandringsutställningen Dr Augenblicks magiska skåpbuss krävde en fri yta på 15 gånger 15 meter för placering av bussen.

### Augenblick i detalj
Det optiska innehållet i Dr Augenblicks magiska skåpbuss bestod av två huvudavdelningar med innehåll. I rum 1 visades och beskrevs ögat, hur ljus böjs i vatten, färgade skuggor med ljusets tre grundfärger – rött, blått och grönt, stjärnhimmel med fiberoptik. I rum 2 fanns Dr Augenblicks laboratorium. Här visades:
- Skuggteaterskopet.
- Spegelskopet.
- Glas- och tittskopet.
- Kaleidoskopet.
- Linsskopet.
- Teleskopet.
- Elektronmikroskopet.
- Synvilleskopet.
- Stereoskopet.
- Praxinoskopet.
- Spegelsalen.
- Octoskopet.
- Köpskopet.
- Mikoskopet.
- Spektroskopet.
- Periskopet.[8]

En vandringsutställning på rull med en stadig ström av publik lever ett hårt och slitsamt liv ute på vägarna – och på de olika visningsorterna. Ofta handlade utställningar för de yngre om att känna och prova på. Skador var därför närmast oundvikliga i olika former. Det visade bland annat en reparationslista för Dr Augenblicks magiska skåpbuss från 1992-11-02, som hade sammanställts av Framtidsmuseet i Borlänge. Av elva punkter handlade tre om bussen i sig.
- Motorvärmaren fungerar inte – säkringen går.
- Bussens framlyktor felinställda – måste riktas.
- Bakdörren är svår att regla från insidan – en stålram sitter löst.
- Stjärnhimlen – några fibrer har gått av.
- ”Färgblindsiffrorna” är blekta.
- Diamantens spegel sliten – diamanten får inte någon riktig lyster.
- Fula gubben – ena ljusknappen/ljuset fungerar inte.
- Glasögonen ligger numer löst i glasögonlådan.
- Känselskopet – översta hålet med fläkten: fläktsnurran åker av ibland – barnen kan göra sig illa på piggen.
- Larverna är döda – har inte fått mat.
- Färgen på teleskopet är avskavd.[9]

## Turné
Vandringsutställningen Dr Augenblicks magiska skåpbuss besökte ett antal platser i Sverige under åren 1991 till 1994. 1993 besökte utställningen Finland. Här nedan listas några av orterna som besöktes.

### 1991
- Göteborg, Bok- och biblioteksmässan 26/9-29/9.
- Stockholm, Norra latin 4/11-10/11.[10]

### 1992
- Luleå, Teknikens hus i Luleå 1/1-31/3.
- Gävle, Bibliotek Gävleborg 1/4-31/5.[10]
- Avesta, Avestaparken 13/6-7/7.
- Borlänge, Framtidsmuseet i Borlänge 1/8-30/11.[11]

### 1993
- Raseborg, Finland, Villa Ormnäs 14/5-14/5.
- Östersund, Folkparken 29/5-31/5.[11]
- Kristinehamn, Folkparken 18/6-20/6.
- Sundsvall, Folkets park och Folkets hus 9/8-10/8.
- Stockholm, Galärparken 12/8-15/8.
- Enköping, biblioteket 6/9-3/10.[12]
- Tumba, Hågelby 25/10-31/10.
- Lindesberg, kulturförvaltningen 8/11-6/12.[13]

### 1994
- Västerås, Högskolans entré 25/1-13/3.
- Linköping, länsmuseet 21/3-3/6.[13]

Vandringsutställningen Dr Augenblicks magiska skåpbuss var så kallat turnélagd till och med 1994-06-03. Riksutställningar beslutade att upplösa (avsluta) utställningen från och med dagen efter, 1994-06-04. Som orsak till upplösningen angavs slitage.

## Reaktioner
Upsala Nya Tidning, 1991-05-28:
Det är inte varje dag lilla Göksby i norra Uppland får vara med om en världspremiär, men på måndagen skedde det. I Dr Augenblicks regi presenterades den rullande vetenskapsutställningen, en magisk upplevelse där ögat och ljuset har huvudrollen i en buss fylld med experimentlådor. Låter det vansinnigt? Det är precis vad det är, men samtidigt vetenskapligt intressant och inte minst lärorikt för den målgrupp utställningen vänder sig till – skolungdomar. 
Dr Augenblick är egentligen Pelle Eckerman på Riksutställningar och det är även han som står för idé och produktion av projektet.Och utställningen bygger egentligen på Pelles bok Magiska linser och hemliga skåp som är illustrerad av Sven Nordqvist. Dr Augenblicks magiska buss lär inte passera obemärkt. På den vita bussens båda sidor lyser uppförstorade teckningar gjorda av Sven Nordqvist, pappa till de i dag klassiska böckerna om Pettson och Findus. Sven Nordqvist har illustrerat boken Magiska linser och hemliga skåp som utkom 1989 och ligger till grund för den utställning som nu ska ut på turné. Och att världspremiären skedde i just lilla Göksby var av den enkla anledningen att det är Sven Nordqvists hemort. Hans teckningar med världshistoriens utveckling från Columbus till Musse Pigg och uppfinningarnas väg från pennan till rymdraketen imponerar lika mycket som bussens innehåll. I våridyllen kring de röda husen med vita knutar där Eric Sahlströms folkmusik ligger i luften och grannbonden just håller på att sätta potatis, väckte Dr Augenblicks skapelse onekligen viss uppmärksamhet. – Det är vetenskap som vi träffar på i vardagen, men det finns ändå mycket spännande i den, säger doktor Eckerman, själv iförd bästa kostymen och givetvis vit rock.  De första tankarna föddes i september och sedan dess har den mobila utställningen växt fram till en kostnad av cirka 400 000 kronor förutom arbete. – En förhållandevis billig utställning, menar Dr Augenblick.
Örebrokuriren, 1991-06-01:
Är man inte barn, så blir man det på nytt i Dr Augenblicks magiska skåpbuss. En buss fullastad med optiska fenomen, märkliga synvillor och experimentlådor. Och som en vattendelare i den trånga bussen, medan femteklassarna från Brunnsskolan intar bussen, står Dr Augenblick själv och matar barnens nyväckta nyfikenhet på naturvetenskap: till exempel hur man gör ett enkelt mikroskop med hjälp av en bleckplåt, ett glas, en spegel och en vattendroppe. I går stannade Dr Augenblicks magiska buss till i Brunnsparken. Bussen är en rullande utställning om optik, skapad av producenten,entusiasten och författaren Pelle Eckerman på Riksutställningar i samarbete med Folkparkerna./.../– Nu åker vi runt i hela landet och låter kommunerna ”testa” utställningen på några klasser. Sedan hoppas vi att kommunerna bokar bussen för sina mellanstadieelever, säger Pelle Eckerman som under turnén kreerar Dr Augenblicks roll. Här finns massor av kända och mindre kända syninstrument – mikroskop, stetoskop, kikare, teleskop, spektroskop... Och alla har sin egen lilla historia. Som det enkla mikroskopet bestående av en rund glaskula. På ena sidan tittar man. På den andra sidan sitter en liten blomma fastsatt i en tång./.../– En sådan här utställning måste vara rolig för att väcka nyfikenhet om hur saker och ting fungerar. Själv verkar Dr Augenblick barnsligt förtjust. Och förnöjsamheten ersätts av entusiasm när någon ber honom förklara hur Camera Obscura fungerar.
Länstidningen Södertälje, 1991-07-03:
Nej, det är ingen optisk synvilla. Doktor Augenblicks magiska skåpbuss är högst verklig och kommer att stå parkerad på Torekällberget tre veckor framöver. Bussen innehåller en spännande utställning om ögat och synen för ”nyfikna barn i alla åldrar”. Mitt på Torekällbergets gräsmatta står en högst ovanlig buss parkerad. Det är doktor Augenblick som är på besök med sin hemlighetsfulla och snillrika utställning. – Kom in och titta, kom in och titta gott folk, står doktorn själv på busstrappan och ropar till de förbipasserande./.../Och det är väl värt ett besök. Doktor Augenblick kan nämligen bjuda på en smått fantastisk resa i ögats och synens fascinerande värld. Och det är en resa som både barn och vuxna har utbyte av. Utställningen pågår både utomhus och inomhus. På gräsmattan utanför bussen, står bland annat fyra djurmasker uppställda. En rovfågel, en fårskalle, en mullvad och en färgglad insekt. Genom att ställa sig bakom masken och titta ut genom djurets ögon upplever man hur djuret ser på omvärlden./.../Inne i lusthuset, bredvid bussen, är Camera Obscura placerad. Det är en stor svart skapelse som man går in i. Ställer sig sedan kompisen framför titthålet så ser betraktaren en upp- och nedåtvänd avbild. – Det här här föregångaren till kameran, berättar doktor Augenblick entusiastiskt./.../Augenblicks buss innehåller ännu fler överraskande och fascinerande fenomen. Inne i det något skumma utrymmet trängs ett stort antal skåp som alla bjuder på något optiskt experiment./.../Här finns kikare, teleskop, mikroskop, periskop, spektroskop och kalejdoskop om vartannat. Och allt detta är uppbyggt så att besökaren själv ska kunna undersöka hur de fungerar./.../
Östgöta Correspondenten, 1991-08-26:
Barnteater, optiska synvillor och rocknostalgi stod på programmet när folkrörelserna i Motala arrangerade gemensam familjefest i Folkets park på söndagseftermiddagen./.../Riksutställningars buss med allehanda spännande optiska föremål, ”Dr Augenblick”, blev en stor barnsuccé. Två entusiastiska värdinnor i vita rockar bidrog i hög grad till detta. Hur mycket barn som än stojade i bussen tycktes man alltid ha tid för var och en./.../
Land, 38, 1991:
En riktig äventyrsbuss rullar runt i Sverige. I Doktor Augenblicks magiska skåpbuss finns massor av instrument och grejer som man kan titta i och som förändrar vårt seende. En buss fylld med synvillor helt enkelt! Speglar, luppar, förstoringsglas och andra manicker tävlar om att lura ögat på olika sätt. Pröva till exempel Doktor Augenblicks olika sorters glasögon – ett säkert sätt att få allt att se mycket annorlunda ut. Eller titta i reflektorn från en billampa som ger en otrolig förstoring. I stereoskopet, där tre personer kan kika i olika speglar, flyter två bilder ihop till ett ansikte. Och evighetsspegeln där spegelbilden aldrig tar slut och du bara blir mindre och mindre.../.../I den här märkliga bussen kan man också spela skuggteater, skuggan av två händer kan man få till att föreställa vad som helst. Doktor Augenblick (tyska för Doktor Ögonblick) då, finns han? Nej, men Pelle Eckerman på Riksutställningar finns. Han ansvarar för utställningen som ska rulla omkring i hela landet. På bussen finns alltid två personer som kan berätta mer om vad man ser, berättar Pelle. – 10-åringar och uppåt är välkomna till Doktor Augenblicks magiska skåpbuss. Med experimenten och synvillorna vill vi roa folk och få dem att leka. Doktor Augenblicks magiska skåpbuss kommer att stanna vid skolor, bibliotek och museer. Bussen kommer att rulla runt i Gästrikland under oktober, november och december. I mars, april och maj räknar man med att utställningen finns i Norrbotten.
Norrländska Socialdemokraten, 1992-01-18:
Dr Augenblicks magiska skåpbuss. Så heter en buss som nu börjar rulla runt länet och som är full av spännande upplevelser för barn. Här finns spektroskop, periskop, glas och tittskåp. Här kan barn titta in i matstrupen, leka med skuggor och stoppa in händerna i hål med okänt innehåll. Det är Riksutställningar och Folkparkerna som står bakom den magiska skåpbussen./.../Den stora bussen är vackert dekorerad, och texten på bussen ger löften om åtskilliga spännande upplevelser. Spektakulära optiska fenomen, obegripliga synvillor och häpnadsväckande synupplevelser. Och reklamen lovar inte mer än vad den håller. För tanken är att barnen som stiger in i bussen ska få känslan av att stiga in i Dr Augenblicks laboratorium. – Här hittar man nya saker varje gång man stiger in, säger Elisabeth Lindberg. Hon ska tillsammans med Lennart Ardell vara så kallad ögontjänare och visa barnen till rätta i bussen. Och här vimlar av upplevelser./.../
Enköpings-Posten, 1993-09-02:
Hur fungerar egentligen en kamera? Ett mikroskop vet man vad det är, men vad är ett praxinoskop? Ser ett får bättre eller sämre än en människa? Svar på dessa frågor och betydligt mer kommer man att få vid besök hos ”Dr Augenblicks magiska buss”./.../En experimentverkstad, en vetenskapsshow och ett rullande laboratorium. Så kan Dr Augenblicks magiska skåpbuss beskrivas. Den kommer under september månad att befinna sig i Enköping och visas upp för allmänheten. Men framför allt kommer den att turnera runt på kommunens skolor så att dess elever får möjlighet att besöka den./.../Inne i bussen visas hur speglar och linser, ljus och mörker skapar optiska fenomen och synvillor. Samtidigt är det berättelsen om hur människan bokstavligen vidgade sitt synfält och skådade ut i rymden, ner i havsdjupen och in i sig själv. Trots att våra ögon tillhör de sämre i djurvärlden. Utställningen kommer att ge möjlighet till att själv experimentera och undersöka olika fenomen. Turnén kommer att starta vid Hummelstaskolan och avslutas med en visning för allmänheten. Arrangör är Enköpings kommunbibliotek.

## Ekonomi
Produktionskostnaden för Dr Augenblicks magiska skåpbuss beräknades 1990-12-13 till 335 000 kronor.
Enligt avtalet med Folkparkerna åtog sig Riksutställningar att bidra med 150 000 kronor till utställningsprojektet Dr Augenblicks magiska skåpbuss. Folkparkerna åtog sig att bidra med samma summa.
Dr Augenblicks magiska skåpbuss allriskförsäkrades till ett värde av 500 000 kronor. Vid visningen hos Torekällbergets museum i Södertälje var försäkringsbeloppet höjt till 1 500 000 kronor. Torekällbergets museum ingick ett specialavtal med Riksutställningar, som innebar att museet fick rätten att utan kostnad förfoga över utställningen under perioden 1 juli till 21 juli 1991. Som motprestation fick Torekällberget stå för driften/skötseln och även se till att utställningen försäkrades.
I vanliga fall betalade de lokala utställarna fastställda summor för att få hyra vandringsutställningen Dr Augenblicks magiska skåpbuss. Priset berodde på om utställarna var medlemmar eller inte och hur lång tid de ville visa utställningen.
Följande prislista gällde sommaren 1991, hämtat direkt ur Folkparkernas presentation av produktioner för barn, ungdom och familj. Skillnaden i prissättning för medlemmar och icke medlemmar var betydande.
- Marknadspris 5 dagar 44 000 kronor. Medlemsrabatt 19 000 kronor. Ditt EFA-pris 25 000 kronor.
- Marknadspris 2 dagar 22 000 kronor. Medlemsrabatt 9 500 kronor. Ditt EFA-pris 12 500 kronor.[5]

Följande prislista gällde juni 1992:
- Medlemspris: 15 000 kronor (2 dagar), 30 000 kronor (5 dagar).
- Pris för icke medlemmar: 18 000 kronor (2 dagar), 36 000 kronor (5 dagar).[7]